# 압해국민학교 외안도분실
압해국민학교 외안도분실은 대한민국 전라남도 신안군 압해읍 동서리(외안도)에 있던 공립 초등학교이다.

## 연혁
- 1968년 4월 23일 압해국민학교 외안도분실 개설 및 도서벽지 학교 '병'급 지정
- 1986년 1월 1일 도서벽지학교 '다'급 조정
- 1988년 8월 31일 외안도분실 폐실